# Robert Adetuyi
Robert Adetuyi (Sudbury, Ontario), es un guionista y director de cine canadiense. Graduado de la Universidad de York, donde estudió comunicaciones y sociología, se trasladó a Hollywood en 1992.

## Carrera
Sus créditos como guionista incluyen Stomp the Yard, Code Name: The Cleaner, Turn It Up, You Got Served: Beat the World y High Chicago (Family Man). Robert ha dirigido Turn It Up, You Got Served: Beat the World, y su próxima película, Trouble Sleeping, protagonizada por Billy Zane y Vanessa Angel, que Robert también escribió.

## Inner City Films
Junto con sus hermanos Tom, Amos y Alfons. Adetuyi es un socio en el cine y televisión de la empresa de producción Inner City Films, cuyas producciones han incluido la serie de televisión Jozi-H, Ekhaya y High Chicago.